# Guy Nixon
Pour les articles homonymes, voir Nixon.
Guy Nixon, né en 1909 et mort le 12 mars 2001, est un spécialiste britannique de combiné nordique et saut à ski.
Dans les années 1930, il est l'un des trois sauteurs à britanniques, avec Colin Wyatt et Percy Legard à avoir dépassé les 50 mètres en saut à ski. Il a détenu pendant 56 ans le record de Grande-Bretagne de saut à ski.

## Biographie

### Famille et enfance
Guy John Nixon est né en 1909. Il est le fils de James Arundel Nixon et Joan Burdett Money-Coutts. Il a un frère aîné, Arundel James Nixon. Il étudie à Eton College, puis il obtient son baccalauréat au Pembroke College de l'Université de Cambridge.

### Carrière sportive
Étudiant de l'Université de Cambridge, il participe à plusieurs Varsity match (compétition entre les Universités d'Oxford et de Cambridge),. En 1928, il remporte le slalom, termine deuxième de la descente et troisième du saut à ski. En 1930, il termine deuxième du saut à ski.
En 1929 aux Championnats du monde de ski nordique, il termine 6e de la course de ski alpin (épreuve de démonstration) à seulement neuf secondes de Stefan Lauener qui a terminé 3e. En 1930, il a participé aux Jeux mondiaux universitaires (pl).
En 1931, il se classe 12e des championnats de Suisse de ski. Puis lors des Championnats du monde de ski nordique 1931, il termine 60e du concours de saut à ski à cause d'une chute lors de son premier saut. Il saute à 49 mètres lors de son second saut. Malgré sa faible expérience en ski de fond, il participe au combiné nordique où il se classe 44e. Quelques jours plus tard, il profite d'un concours sur le Bolgenschanze (en) à Davos pour battre le record de Grande-Bretagne de saut à ski détenu par Colin Wyatt. Ce record est de 62 mètres et il tient pendant 56 ans.

### Vie professionnelle
En 1933, il épouse Barbara Helen Morgan, et la même année, leur fille unique - Sara Nixon - est née. En 1992, un an après le décès de sa première femme, il épousa Michelle Carey. 
Pendant la Seconde Guerre mondiale, il a travaillé dans la marine marchande britannique en tant qu'opérateur radio, puis a servi dans le MI-5. Après la guerre, il est allé à Guernesey, où il a pris un emploi à Elizabeth College (en), devenant professeur et chef du département de langues modernes. Il est décédé le 12 mars 2001.

## Résultats

### Championnats du monde de ski nordique
| Épreuve / Édition | Épreuve / Édition | Zakopane 1929 | Oberhof 1931 | Innsbruck 1933 |
| ----------------- | ----------------- | ------------- | ------------ | -------------- |
| Combiné nordique  | Combiné nordique  | -             | 44e          | ?              |
| Ski de fond       | 18 km             | -             | 61e          | 127e           |
| Saut à ski        | Saut à ski        | Abandon       | 60e          | 44e            |
| Ski alpin         | Ski alpin         | 6e            | -            | -              |